# Olgária Matos
Olgária Chain Feres Matos (n. 1949) es una filósofa brasileña, también profesora de filosofía en la Facultad de Filosofía y de las ciencias humanas, de la Universidad de São Paulo, en Brasil. Comenzó sus estudios de doctorado, en la Escuela de Frankfurt, en Francia, bajo la supervisión de Claude Lefort, aunque la desarrolló en el Brasil. Ese trabajo, que se titula Os arcanos do inteiramente outro (Los arcanos de lo que es completamente diferente), publicado en 1989, por la editorial Brasiliense, y que le permitió obtener el prestigioso Premio Jabuti de Filosofía, en 1990. Anteriormente la autora había publicado As barricadas do desejo (Las barricadas del deseo), sobre el mayo francés. Y "Contemporaneidades", donde discute algunas de las cuestiones más importantes de nuestro tiempo, con puntos de vista de la filosofía, de la cultura, política y de la historia. Entre 2003 a 2008, fue profesora en la Maestría en Comunicación y Cultura de la Universidad de Sorocaba (Uniso).
Desde 2007 y continua, es profesora visitante del Curso de Filosofía, en la Universidad Federal de São Paulo, UNIFESP.

## Algunas publicaciones
- Walter Benjamin: pólis grega, metrópoles modernas. Ed. Desígnio (São Paulo), volumen 9/10, pp. 79-89, 2010

- O Conhecimento em favor da Humanidade. Revista MSG de Comunicação e Cultura, v. 1, p. 1-2, 2010

- Cultura capitalista e Humanismo:educação,antipólis e incivilidade. Revista USP, v. 74, p. 28-34, 2007

- O historicismo na arquitetura. Desígnio (São Paulo), São Paulo, v. 1, p. 11-15, 2005

- O desencanto sedutor: a ideologia da racionalidade tecnológica. Inter-ação (Goiânia), Goiânia, v. 28, n. 1, p. 51-66, 2003

- Walter Benjamin: a citação como esperança. Revista Semear, Rio de Janeiro, v. 6, p. 285-296, 2002

- A filosofia política: continuando a interpretar o Brasil. Revista USP, São Paulo, v. 50, p. 282-288, 2001

- Para uma crítica do presente. Revista de Antropologia (São Paulo), São Paulo, v. 44, n. 2, p. 259-267, 2001

- Walter Benjamin: anamorfoses da citação e da história. Revista D O Leitura, São Paulo, v. 18, p. 21-26, 2000

- Descartes: niilismo e autoconhecimento. Kriterion, Belo Horizonte, n. 100, p. 26-44, 2000

- O céu da história: sobre alguns motivos judaico-benjaminianos. Revista Nova Renascença, Porto - Portugal, v. XVIII, p. 600-615, 2000

- A cultura brasileira hoje. Revista Teoria e Debate, São Paulo, v. 13, n. 44, p. 62-62, 2000

- O céu da História: sobre alguns motivos judaico-benjaminianos. Imaginário (USP), São Paulo, v. 6, p. 14-25, 2000

- História por anti-mitos ou quase heróis: Central do Brasil. Revista Projeto História, São Paulo, n. 17, p. 71-77, 1999

- Cinema e identidade nacional. Percurso - Revista de Psicanálise, São Paulo, n. 21, p. 30-36, 1999

- Das formas modernas ao atraso. Revista Praga, São Paulo, n. 7, p. 4-7, 1999

- Niilismo e autoconhecimento: Descartes em uma perspectiva benjaminiana. Kriterion, Rio de Janeiro, v. 100, p. 26-43, 1999

- Imaginação e feitiço: metamorfoses da ilusão. Discurso. Departamento de Filosofia da FFLCH da USP, São Paulo, n. 29, p. 230-250, 1998

- La logica del controverso. Gomorra, Roma, n. 2, p. 120-129, 1998

- Dialética do Iluminismo: mito iluminado e iluminismo mitológico. Hypnós, São Paulo, n. 4, p. 28-38, 1998

- Tardes de maio. Tempo Social. Revista de Sociologia da USP, São Paulo, v. 10, n. 2, p. 13-25, 1998

- Wille Bole por Olgária Matos: reflexão sobre a fisiognomia da metrópole em W. Benjamin. Literatura e Sociedade (USP), São Paulo, n. 1, p. 20-28, 1996

- Construção e desaparecimento do herói: uma questão de identidade nacional. Tempo Social. Revista de Sociologia da USP, São Paulo, v. 6, n. 1-2, p. 83-92, 1995

- Iluminação mística, iluminação profana: Walter Benjamin. Discurso. Departamento de Filosofia da FFLCH da USP, São Paulo, n. 23, p. 87-108, 1994

- Grandes Sermões: Vieira - mentira e política no cinema de Júlio Bressane. Revista Imagens - Unicamp, Campinas, n. 1, p. 20-24, 1994

- Espaço e tempo: A história viajante. Revista Caramelo - FAU/USP, São Paulo, n. 1, p. 100-115, 1994

- Rousseau, a festa e a política. Revista Vozes, São Paulo, n. 3, p. 12-16, 1994

- Reflexões acerca da cólera: uma novela de Raduan Nassar. Revista Pulsional, São Paulo, v. VII, n. 63, p. 48-52, 1994

- Ruídos da memória: A solidão da mulher na elite agrária. Revista Estudos Feministas, Rio de Janeiro, n. 3, p. 7-10, 1994

- A atualidade da Escola de Frankfurt. Revista Comtemporaneidade e Educação, Rio de Janeiro, v. 1, p. 27-31, 1994

- Drama Barroco: topografias do tempo. História Oral, São Paulo, n. 1, p. 43-61, 1994

- Homenagem a Caio Graco Prado. Revista Portal, São Paulo, n. 22, p. 2-4, 1992

- O canto das sereias. Revista Trino, São Paulo, n. 2, p. 3-8, 1991

- Luz na sombra. Revista USP, São Paulo, n. 11, p. 48-56, 1991

- Tudo azul 68 a 86: estudantes franceses. Lua Nova. Revista de Cultura e Política, São Paulo, v. 12, p. 67-69, 1987

- A teoria social no pensamento moderno. Epistemologia das Ciências Sociais Série Cadernos Puc Sp, São Paulo, vol. 19, p. 12-17, 1985

- A cidade e o tempo. Revista Espaço e Debates, São Paulo, vol. 7, p. 7-15, 1983

- Reflexões sobre o amor e a mercadoria. Discurso. Departamento de Filosofia da FFLCH da USP, São Paulo, vol. 13, p. 209-218, 1983

- Marcuse e os movimentos feministas. Revista Singular Plural, São Carlos, p. 12-15, 1979

- Resenha de Operário, Operária de Arakcy Martins Rodrigues. Revista Plural, São Carlos, p. 9-11, 1979

- O Estado e o espetáculo: o mundo como mercadoria. Revista Educação e Cultura, São Paulo, vol. 3, p. 7-12, 1979

### Libros[2]
- olgária c.f. Matos, denise Milan (orgs.) Gemas da Terra: Imaginação Estética e Hospitalidade. 1ª ed. São Paulo: SESC, 2010. vol. 1. 394 pp.

- -----------------------------. Benjaminianas: Cultura Capitalista e Fetichismo contemporâneo. São Paulo: Editora Unesp, 2010. vol. 1. 302 pp.

- -----------------------------. Contemporaneidades. 1ª ed. São Paulo: Editora Lazuli, 2009. vol. 1. 216 pp.

- -----------------------------. Adivinhas do tempo: êxtase e revolução. São Paulo: Hucitec, 2008

- -----------------------------. Discretas Esperanças: reflexões filosóficas sobre o mundo contemporâneo. 1ª ed. São Paulo: Nova Alexandria, 2006. vol. 1. 320 pp.

- -----------------------------. A imagem divina e o pó da terra: humanismo sagrado e crítica da modernidade em A. J. Heschel. Con Alexandre G. Leone. Editor Humanitas, Faculdade de filosofia, letras e ciências humanas, Universidade de São Paulo, 2002. 242 pp. ISBN 85-7506-055-4

- -----------------------------. Filosofia: a polifonia da razão. 3ª ed. São Paulo: Scipioni, 1999. 176 pp.

- -----------------------------. O iluminismo visionário: W. Benjamin, leitor de Descartes e Kant. 2ª ed. São Paulo: Editora Brasiliense, 1999. 188 pp.

- -----------------------------. Vestígios: escritos de filosofia e crítica social. 1ª ed. São Paulo: Palas Athenas, 1998. 150 pp.

- -----------------------------. História viajante: notações filosóficas. São Paulo: Studio Nobel, 1997. 152 pp. ISBN 85-85445-72-6 libro en línea

- -----------------------------. Os arcanos do inteiramente outro: A Escola de Frankfurt, a melancolia, a revolução. 2ª ed. São Paulo: Editora Brasiliense, 1995. 366 pp.

- -----------------------------. A Escola de Frankfurt - Sombras e Luzes do Iluminismo. 3ª ed. São Paulo: Editora Moderna, 1995. 128 pp.

- -----------------------------. O iluminismo visionário: W. Benjamin, leitor de Descartes e Kant. 1ª ed. São Paulo: Editora Brasiliense, 1993

- -----------------------------. A Escola de Frankfurt - Sombras e Luzes do Iluminismo. 1ª ed. São Paulo: Editora Moderna, 1993. 128 pp.

- -----------------------------. Cultura e Administração. Rio de Janeiro: MEC / Secretaria da Cultura / FUNARTE, 1985. 15 pp.

- -----------------------------. Os arcanos do inteiramente outro: A Escola de Frankfurt, a melancolia, a revolução. 1ª ed. São Paulo: Brasiliense, 1984. 295 pp.

- -----------------------------. Paris, 1968: As barricadas do desejo. 1ª ed. São Paulo: Editora Brasiliense, 1981. 104 pp.

- -----------------------------. Rousseau - uma arqueologia da desigualdade. 1ª ed. São Paulo: MG Editores Associados, 1978. 123 pp.

### Capítulos de libros
- olgária c.f. Matos. Fetichismo: princípio de realidade e moradas do sonho. In: Rita Paiva (org.) Filosofemas: Ética, Arte, Existência. São Paulo: UNIFESP, 2010, vol. 1

- -----------------------------. Indústria Cultural e Imaginação Estética. In: Jorge Coelho Soares (org.) Escola de Frankfurt: inquietudes da razão e da emoção. Rio de Janeiro: Editora da UERJ, 2010, vol. 1

- -----------------------------. Fetichismo: princípio de realidade e moradas do sonho. In: Rita Paiva (org.) Filosofemas: Ética, Arte, Existência. São Paulo: Editora Unifesp, 2010, vol. 1

- -----------------------------. Aufklärunc urbana:Paris e a Via-Láctea. In: Eneida Maria de Souza; Reinaldo Marques. (Org.). Modernidades Alternativas na América Latina. Belo Horizonte: Editora UFMG, 2009, vol. 1

- -----------------------------. Walter Benjamin: polis grega e metrópole moderna. In: Solange Jobim e Souza, Sonia Kramer. (Org.). Política Cidade Educação: Itinerários de Walter Benjamin. Rio de Janeiro: Contraponto, 2009

- -----------------------------, c. Haroche. Non-Fiction: Revue des livres et des Idées. L'Avenir du Sensible, 2008

- -----------------------------. A Indústria Cultural e a Imaginação Estética. En: Formar para o mercado ou para a autonomia. Valter Soares Guimarães (org.) Formar para o mercado ou para a autonomia. 1ª ed. Campinas-SP: Papirus, 2006, vol. 01, pp. 15-27

- -----------------------------. Taís Palhares . Aura e Vigilia: o despertar político. In: Taísa Palhares (org.) Benjamin e o significado da aura". 1.ª ed. São Paulo: Barracuda, 2006, vol. 1, pp. 3-7.

- -----------------------------. Luzes e Estrelas - Apresentação de Livro. In: Editora Humanitas (org.) Luzes e Estrelas: T.W.Adorno e a Astrologia de Vani Rezende. São Paulo: Editora Humanitas, 2006, vol. 1, pp. 256-258.

- -----------------------------. Razão e Ciência. In: Marisa Russo Lecointre (org.) Ciência e Vida (org. Marisa Russo Lecointre). 1.ª ed. São Paulo: Editora Humanitas, 2006, vol. 1, pp. 3-7.

- -----------------------------. "Du Spleen à la Langeweile:pathologie du temps dans une perspective benjaminienne". En: Miguel Abensour (org.) Critique de la Politique: qutour de Miguel Abensour. 1.ª ed. París: Sens Tonka, 2006, vol. 1, pp. 6-11.

- -----------------------------. Aufkärung Urbana: Paris e a Via - Láctea. Passagens de Walter Benjamim. Belo Horizonte: UFMG, 2006, vol. 1, pp. 1-2.

- -----------------------------. Na senda Benjaminiana. Texturas sonoras. Sāo Paulo: Hacker, 2005, vol. 01, pp. 08-11

- -----------------------------. Um Surrealismo Platônico: Baudelaire. In: Adauto Novaes (org.) Poetas que pensaram o mundo. São Paulo: Cia. das Letras, 2005, pp. 305-337

- -----------------------------. São Paulo - Paris - São Paulo. In: Anne Louyaut; Jurandir Muller (org.) São Paulo-Paris: Mode d'emploi. São Paulo: Senac, 2005, pp. 80-84

- -----------------------------. Brésil: la Mémoire em trompel'oeil. Catalogue General de l'Espace Brésil. Brasilia: Funarte Ministério da Cultura, 2005

- -----------------------------, l. Kiyomura, b. Giovannetti}}. Geometrias do Tempo. In: Cláudio Tozzi (org.) Geometrias do Tempo. São Paulo: Edusp/Imprensa Oficial, 2005, vol. 1, pp. 103-121

## Honores
- 2007: 2º Premio Jabuti, categoría Ciencias Humanas, con la publicación de Discretas Esperanças: reflexões filosóficas sobre o Mundo Contemporâneo',' ed. Nova Alexandria